# Conjugaison (algèbre)
Pour les articles homonymes, voir Conjugaison (homonymie).
Dans un monoïde G, la conjugaison est une relation d'équivalence sur les éléments de G. Deux éléments x et y sont dits conjugués s'il existe un élément inversible z tel que 
{\displaystyle zxz^{-1}=y}.

## Exemples
- Si G est l'ensemble des matrices carrées de taille n, et que la loi de composition est le produit matriciel, alors la conjugaison est aussi appelée similitude. Les deux matrices représentent alors la même application linéaire dans des bases différentes.
- Pour remonter un cube de Rubik, des mouvements conjugués sont fréquemment utilisés pour éviter de défaire d'un côté ce que l'on veut faire de l'autre, par exemple R-1B-1R.